# Haliotis
Haliotis is een geslacht van slakken uit de familie Haliotidae. De typesoort van het geslacht is Haliotis asinina Linnaeus, 1758.

## Beschrijving
Zeeoren zijn grazende slakken, die een lengte kunnen bereiken van wel 20 cm. Het huisje vertoont perforaties, waardoor water naar de kieuwholte wordt aangezogen en afvalproducten worden verwijderd. De binnenkant van het huisje vertoont meestal iriserende parelmoerkleuren, waarvan men sieraden maakt. Het dier wordt gezien als een delicatesse.

## Enkele soorten
Het bekendste lid van het geslacht is Haliotis tuberculata (Lamarck, 1822). Deze soort komt voor in de noordelijke Atlantische Oceaan tot in het Kanaal en kan soms na een zuidwesterstorm ook op de stranden van de Noordzee gevonden worden. Enkele andere soorten in dit geslacht zijn:
- Haliotis fulgens (Philippi, 1845) wordt vrij groot - tot 200 mm en komt voor aan de westkust van Noord-Amerika (Californië).
- Haliotis japonica, een algemene soort in Japanse wateren die ook eetbaar is en gebruikt wordt in sashimi.
- Haliotis lamellosa (Lamarck, 1822) wordt tot 75 mm en komt voor in het Middellandse Zee-gebied.
- Haliotis princeps (Broderip, 1833) is de grootste soort en wordt tot 300 mm en komt voor langs de westkust van Noord-Amerika (Californië en Oregon).

## Soortenlijst
De volgende soorten zijn ook bij het geslacht ingedeeld:
- Haliotis alfredensis Bartsch, 1915
- Haliotis asinina Linnaeus, 1758
- Haliotis australis Gmelin, 1791
- Haliotis brazieri Angas, 1869
- Haliotis clathrata Reeve, 1846
- Haliotis coccoradiata Reeve, 1846
- Haliotis corrugata W. Wood, 1828
- Haliotis cracherodii Leach, 1814
- Haliotis cyclobates Péron & Lesueur, 1816
- Haliotis dalli Henderson, 1915
- Haliotis discus Reeve, 1846
- Haliotis dissona (Iredale, 1929)
- Haliotis diversicolor Reeve, 1846
- Haliotis drogini Owen & Reitz, 2012
- Haliotis elegans Koch in Philippi, 1844
- Haliotis fatui Geiger, 1999
- Haliotis fulgens Philippi, 1845
- Haliotis geigeri Owen, 2014[1]
- Haliotis gigantea Gmelin, 1791
- Haliotis glabra Gmelin, 1791
- Haliotis iris Gmelin, 1791
- Haliotis jacnensis Reeve, 1846
- Haliotis kamtschatkana Jonas, 1845
- Haliotis laevigata Donovan, 1808
- Haliotis madaka (Habe, 1977)
- Haliotis mariae W. Wood, 1828
- Haliotis marmorata Linnaeus, 1758
- Haliotis melculus (Iredale, 1927)
- Haliotis midae Linnaeus, 1758
- Haliotis mykonosensis Owen, Hanavan & Hall, 2001
- Haliotis ovina Gmelin, 1791
- Haliotis parva Linnaeus, 1758
- Haliotis planata G. B. Sowerby II, 1882
- Haliotis pourtalesii Dall, 1881
- Haliotis pulcherrima Gmelin, 1791
- Haliotis queketti E. A. Smith, 1910
- Haliotis roei Gray, 1826
- Haliotis rubiginosa Reeve, 1846
- Haliotis rubra Leach, 1814
- Haliotis rufescens Swainson, 1822
- Haliotis rugosa Lamarck, 1822
- Haliotis scalaris (Leach, 1814)
- Haliotis semiplicata Menke, 1843
- Haliotis sorenseni Bartsch, 1940
- Haliotis spadicea Donovan, 1808
- Haliotis speciosa Reeve, 1846
- Haliotis squamosa Gray, 1826
- Haliotis stomatiaeformis Reeve, 1846
- Haliotis supertexta Lischke, 1870
- Haliotis thailandis Dekker & Patamakanthin, 2001
- Haliotis tuberculata Linnaeus, 1758
- Haliotis unilateralis Lamarck, 1822
- Haliotis varia Linnaeus, 1758
- Haliotis virginea Gmelin, 1791
- Haliotis walallensis Stearns, 1899